# Aetholopus
Aetholopus – rodzaj chrząszczy z rodziny kózkowatych. 

## Zasięg występowania
Przedstawiciele tego rodzaju występują na Nowej Gwinei, Molukach, wsch. Jawie oraz Filipinach.

## Systematyka
Do Aetholopus należy 7 gatunków:
- Aetholopus exutus
- Aetholopus halmaheirae
- Aetholopus lumawigi
- Aetholopus papuanus
- Aetholopus scalaris
- Aetholopus sericeus
- Aetholopus thylactoides